# Gui Gui (cantante)
Wu Yingjie (chino tradicional: 吴映洁, nacida el 11 de agosto de 1989 en Keelung), más conocida por su nombre artístico como Gui Gui (chino: 鬼鬼), es una cantante Mandopop y actriz taiwanesa representada por el sello discográfico de "Polyland International Entertainment".

## Biografía
Gui Gui se debe a su éxito, tras formar parte de un grupo musical llamado "Hei Se Hui Mei Mei", en la que fue ampliamente fue conocida como "Hey Girl". Gui Gui después de formar parte de esta banda, también debutó como actriz en una serie de televisión titulado "Mysterious Incredible Terminator (Pi Li MIT)", junto a Aaron Yan de Fahrenheit.
Gui Gui con Aaron, firmaron un contrato para comenzar a filmar otro serie titulada, "Tao Hua Hai Wu Di", basada en una serie manga japonés titulado "Tao Hua Mei Mei". El rodaje del drama comenzó, pero posteriormente fueron cancelados debido a una decisión de la empresa. Se dijo, que Gui Gui estaba demasiada ocupada con otras actividades, con respecto a su contrato. Aaron Yan, por su parte, fue asignado como el protagonista de otra serie televisiva titulada, "Love Buffet".
Durante su permanencia con el grupo "Hey Girl", Gui Gui y sus compañeros de la banda, ya estaban divididos en dos grupos al momento del lanzamiento de su tercer EP. Sin embargo, ambos siguieron tocando juntos.
Gui Gui retornó nuevamente a la actuación, para trabajar en una serie de televisión de la red "Channel V", luego fue caducado. Motivo a que Gui Gui, dejó de asistir a un programa llamado "Blackie", en la que había participado previamente.

## Filmografía

### Series de televisión
| Año                     | Canal          | Título                                   | Personaje                      | Emisión | Notas           |
| ----------------------- | -------------- | ---------------------------------------- | ------------------------------ | ------- | --------------- |
| 15 de julio de 2007     | FTV            | 《Brown Sugar Macchiato》                | Gui Gui                        |         |                 |
| 26 de julio de 2008     | StarTV         | 《The Legend of Brown Sugar Chivalries》 | Xie Jiao Hu Fa                 |         | Cameo (ep. #13) |
| 7 de noviembre de 2008  | FTV/GTV        | 《Mysterious Incredible Terminator》     | Li Xiao Xing / Tian Mo Xin     |         |                 |
| 27 de febrero de 2009   | FTV/GTV        | 《K.O.3an Guo》                          | Huang Yue Ying                 |         | (ep #44-46)     |
| 8 de enero de 2011      | Astro          | 《I, My Brother 》                       | Lu Wei Wei                     |         |                 |
| 3 de marzo de 2011      | All Over China | 《Painted Skin》                         | Xia Bing                       |         |                 |
| 4 de septiembre de 2011 | CTV            | 《Love Recipe 》                         | Wang Mei Ya                    |         |                 |
| 31 de octubre de 2012   | GTV            | 《Summer Fever 》                        | Chen Wen Qing / Chen Tian Qing |         |                 |
| 31 de julio de 2012     | Zhejiang TV    | 《Blue Dreams 》                         | Shen Xiao Qi                   |         |                 |
| 5 de mayo de 2013       | Hunan STV      | 《Female Prime Minister 》               | Dan Niang                      |         |                 |
| 2013                    |                | 《Xi Li Ren Shi 》                       | Song Wen Wen                   |         |                 |
| 2015                    | Hunan TV       | 《The Four》                             | Ling Yi Yi                     |         |                 |
| 2016                    | Youku          | 《The Legend of Flying Daggers》         | Fang Ke Ke                     |         |                 |

### Películas
| Año               | Título           | Personaje          | Notas                                                                   |
| ----------------- | ---------------- | ------------------ | ----------------------------------------------------------------------- |
| noviembre de 2011 | 《The Four》     | Oficial de policía | junto a Ronald Cheng, Anthony Wong, Deng Chao y Liu Yifei               |
| 2013              | 《The Four II》  |                    |                                                                         |
| 2013              | 《The Four III》 |                    |                                                                         |
| 2016              | Days of Our Own  |                    | junto a Zhao Liying, Qiao Renliang, Ban Jiajia, Van Fan y Feng Mingchao |
| 2018              | More Than Blue   | Bonnie             | junto a Jasper Liu, Ivy Chen, Bryan Chang, Bruce Hung y Annie Chen      |

### Programas de variedades
| Año              | Título                    | Personajes                            |
| ---------------- | ------------------------- | ------------------------------------- |
| 2006             | Fashion in House          | Outside Host                          |
| 2006             | Mo Fan Bang Bang Tang     | Asistente de presentador              |
| 2007             | Fashion in house          | Outside Host                          |
| 2007             | Mo Fan Bang Bang Tang     | Asistente de presentador              |
| 2007             | Mei Mei Pu Pu Feng        | DJ                                    |
| 2008             | Fashion in house          | Copresentadora                        |
| 2008             | Mo Fan Bang Bang Tang     | Asistente de presentador              |
| 2009             | Game GX                   | Copresentadora                        |
| 2009             | Golden Taxi               | Copresentadora                        |
| 2009             | I Love Blackie            | Asistente de presentador              |
| 2009             | Mi Gu Celebrity School    | Asistente de presentador              |
| 2010             | Ultimate Player           | Asistente de presentador              |
| 2011             | Genius Go Go Go           | Asistente substituta del presentador  |
| 2013             | We Got Married World Ver. | con Ok Taecyeon (miembro de 2PM)      |
| 2014             | Hurry Up, Brother         | episodio 1.11 con JJ Lin              |
| 2016             | Day Day Up                | invitada, junto a Henry Lau y Win Win |
| 2017             | Give Me Five S1           | invitada, (ep. #6)                    |
| 2018             | Lipstick Prince           | episodio 1.3, invitada                |
| 2018             | Brave World               | invitada                              |
| 2016 - 2018      | Who's the Murderer        | miembro recurrente                    |
| 2017, 2018, 2019 | Happy Camp                | 4 episodios, invitada                 |

### Videos musicales
| Año  | Título                       | Artista       | Personaje |
| ---- | ---------------------------- | ------------- | --------- |
| 2006 | Male Servant                 | Kenji Wu      | Maid      |
| 2009 | The sky which you cannot see | Evan Yo       | Herself   |
| 2009 | Love is right                | Evan Yo       | Herself   |
| 2010 | Red                          | Wallace Chung | Herself   |
| 2011 | Missing You                  | Liu Zi Qian   | Herself   |
| 2011 | Stick To You                 | Liu Zi Qian   | Herself   |
| 2011 | Love's Secret Recipe         | Kenji Wu      | Herself   |
| 2013 | Love away from me one meter  | Hu Xia        | Herself   |

## Discografía

### Con Hey Girls!

#### Digital Singles
| Año  | Artista  | Canción             | Álbum                       |
| ---- | -------- | ------------------- | --------------------------- |
| 2006 | Hey Girl | Shake it baby       | Mei Meis Secret Party- Pink |
| 2006 | Hey Girl | I Want to Love Well | Mei Meis Secret Party- Pink |
| 2006 | Hey Girl | 1 2 3 Pinocchio     | Mei Meis Secret Party- Pink |
| 2007 | Hey Girl | Happiness Bubble    | Mei Mei Secret party EP     |
| 2007 | Hey Girl | Hello Ai Qing Feng  | Brown Sugar Macchiato OST   |
| 2008 | Hey Girl | Call Big Sister     | Hey Girl!                   |
| 2008 | Hey Girl | OOXX                | Hey Girl!                   |
| 2008 | Hey Girl | Female              | Hey Girl!                   |
| 2008 | Hey Girl | Hakuna Matata       | Hey Girl!                   |

#### Colaboraciones
| Año  | Artista             | Canción      | Álbum                     |
| ---- | ------------------- | ------------ | ------------------------- |
| 2007 | Lollipop & Hey Girl | Ku Cha       | Brown Sugar Macchiato OST |
| 2007 | Lollipop & Hey Girl | Hei Tang Xiu | Brown Sugar Macchiato OST |

#### Álbumes
- 2008 - Hey Girl (首張同名專輯)

#### EP
- 2006 - Wo Ai Hei Se Hui mei mei
- 2006 - Mei Mei Si Mi De Yi Tian - Fen Hong Gao Ya Dian / Tian Xin Hong Jia Ji
- 2007 - Mei Mei Si Mi Party (美眉私密Party)

#### Banda sonora
- 2007 - Brown Sugar Macchiato OST

#### DVD
- 2006 I Love Hei Se Hui Mei Mei Secret Dairy
- 2007 Mei Mei Secret Party

## Presentaciones

### 2006
- Xin Du Shan Jian Xia Online
- Hi Chew Soft Candy
- Taipei Children Arts Festival

### 2007
- Edwin Jean

- Fast Rotating Sushi
- Le Tea Cherry
- Knights Bridge
- Pandora Sweet Wardrobe
- Water Retention Plaster
- Ka Ta Che Drink
- Ai Zhi Wei Drink
- Epson Photo

### 2008
- Whitening Mask
- Fast Rotating Sushi
- Le Tea Cherry
- Knights Bridge
- Pandora Sweet Wardrobe
- Kang Shi Bo Fresh DailyC

### 2009
- Knights Bridge
- Kang Shi Bo Fresh DailyC

### 2010
- Zoomin

### 2011
- Zoomin
- Pim Pom with Wang Zi
- FamilyMart

### 2013
- Nature Valley

## Premios
| Año  | Premios |
| ---- | --- |
| 2008 | - 2008 Best onscreen couple (with Wang Zi)                                                                                          |
| 2009 | - 2009 1st Degree Idol Drama Awards: Best onscreen couple (with Aaron Yan) - 2009 1st Degree Idol Drama Awards: Best Female Actress |